# بايو نوغروهو
بايو نوغروهو (بالإندونيسية: Bayu Nugroho)‏ هو لاعب كرة قدم إندونيسي في مركز الوسط، ولد في 11 مايو 1992 في سوراكارتا في إندونيسيا. لعب مع PSIS Semarang ‏.

## وصلات خارجية
- بايو نوغروهو على موقع قاعدة بيانات كرة القدم.إي يو (الإنجليزية)
- بايو نوغروهو على موقع Soccerway.com (الإنجليزية)